# Menznau
Menznau is een gemeente en plaats in het Zwitserse kanton Luzern en maakte deel uit van het district Willisau tot op 1 januari 2008 de districten van Luzern werden afgeschaft.
Menznau telt 2.715 inwoners.
Op 27 februari 2013 schoot een medewerker van een houtverwerkingsbedrijf op zijn collega's. Drie collega's en hijzelf kwamen om.